# Chudobait
Chudobait ist ein sehr selten vorkommendes Mineral aus der Mineralklasse der „Phosphate, Arsenate und Vanadate“. Er kristallisiert im triklinem Kristallsystem mit der chemischen Zusammensetzung (Mg,Zn)5(AsO4)2(AsO3OH)2·10H2O und ist damit chemisch gesehen ein wasserhaltiges Magnesium-Zink-Arsenat. Die in der runden Klammer angegebenen Magnesium- und Zink-Ionen können sich in der Formel jeweils gegenseitig vertreten (Substitution, Diadochie), stehen jedoch immer im selben Mengenverhältnis zu den anderen Bestandteilen des Minerals.
Chudobait entwickelt isometrische, flächenreiche Kristalle bis zu 5 mm Größe, die als jüngste Bildung Konichalcit, Cuproadamin und Zinkolivenit auf- und eingewachsen sind.

## Etymologie und Geschichte
Als Entdecker des Chudobaits gilt Hugo Strunz, der das Mineral 1957 auf der 1000-m-Sohle der Tsumeb-Mine in SW-Afrika gesammelt hat. Entsprechende Untersuchungen führten zur Feststellung des Vorliegens eines neuen Minerals, welches kurze Zeit später, im Jahre 1960, von Hugo Strunz als Chudobait beschrieben werden konnte. Benannt wurde das Mineral nach dem deutschen Mineralogen und Petrologen sowie Rektor der Rheinischen Friedrich-Wilhelms-Universität in Bonn Professor Karl Franz Johann Chudoba (1898–1976). Chudoba war Autor des Edelsteinkundlichen Handbuches und auch Herausgeber der Ergänzungsbände II bis IV von Carl Hintzes Handbuch der Mineralogie.
Typmaterial des Minerals wird an der Technischen Universität Berlin (Holotyp und Cotyp, Sammlungs-Nr. 86/65 und 86/66 am Standort 33-3) sowie an der École nationale supérieure des mines (ENSM, Cotyp) in Paris, Frankreich und am National Museum of Natural History (NMNH) in Washington, D.C., USA (Sammlungs-Nr. 162628) aufbewahrt.
Chudobait gehört zu den ersten Mineralen, die während der Gründungszeit der International Mineralogical Association (IMA) und deren Kommission für neue Minerale, Mineralnamen und Klassifikation nachträglich anerkannt wurden. Das Mineral wurde einstimmig als eigenständige Mineralart anerkannt und diese 1962 in einer Sammelpublikation veröffentlicht. Chudobait wird seitdem in der „Liste der Minerale und Mineralnamen“ der IMA unter der Summenanerkennung „IMA 1962 s.p.“ (special procedure) geführt.

## Klassifikation
Bereits in der veralteten 8. Auflage der Mineralsystematik nach Strunz gehörte der Chudobait zur Abteilung „Wasserhaltige Phosphate, Arsenate und Vanadate ohne fremde Anionen“, wo er zusammen mit Hannayit die „Hannayit-Chudobait-Gruppe“ mit der System-Nr. VII/C.14 und den weiteren Mitgliedern Dittmarit, Schertelit, Stercorit, Taranakit bildete.
Im zuletzt 2018 überarbeiteten und aktualisierten Lapis-Mineralienverzeichnis nach Stefan Weiß, das sich aus Rücksicht auf private Sammler und institutionelle Sammlungen noch nach dieser klassischen Systematik von Karl Hugo Strunz richtet, erhielt das Mineral die System- und Mineral-Nr. VII/C.06-040. In der „Lapis-Systematik“ entspricht dies ebenfalls der Abteilung „Wasserhaltige Phosphate, ohne fremde Anionen“ (kleine und mittelgroße Kationen (Be und Al-Mn-Fe-Cu-Zn-Mg)), wo Chudobait zusammen mit Cobaltkoritnigit, Geigerit, Geminit, Hloušekit, Klajit, Koritnigit, Lindackerit, Magnesiokoritnigit, Ondrušit, Pradetit, Pushcharovskit, Rollandit, Slavkovit, Trichalcit, Veselovskýit und Yvonit die unbenannte Gruppe VII/C.06 bildet.
Die von der IMA zuletzt 2009 aktualisierte 9. Auflage der Strunz’schen Mineralsystematik ordnet den Chudobait ebenfalls in die Abteilung der „Phosphate usw. ohne zusätzliche Anionen; mit H2O“ ein. Diese ist allerdings weiter unterteilt nach der relativen Größe der beteiligten Kationen und dem Stoffmengenverhältnis vom Phosphat-, Arsenat- bzw. Vanadatkomplex zum enthaltenen Kristallwasser, so dass das Mineral entsprechend seiner Zusammensetzung in der Unterabteilung „Mit ausschließlich mittelgroßen Kationen; RO4 : H2O ≤ 1 : 2,5“ zu finden ist, wo es als Namensgeber die „Chudobaitgruppe“ mit der System-Nr. 8.CE.05 und dem einzigen weiteren Mitglied Geigerit bildet.
Auch die vorwiegend im englischen Sprachraum gebräuchliche Systematik der Minerale nach Dana ordnet den Chudobait in die Klasse der „Phosphate, Arsenate und Vanadate“, dort allerdings in die Abteilung der „Wasserhaltigen sauren Phosphate etc.“ ein. Hier ist er als einziges Mitglied in der unbenannten Gruppe 39.02.06 innerhalb der Unterabteilung der „Wasserhaltigen sauren Phosphaten etc., H2(AB)5(XO4)4 × x(H2O)“ zu finden.

## Chemismus
Nach der ursprünglichen Analyse hatte Chudobait die gemessene Zusammensetzung (Na0,74K0,19Ca0,08)Σ=1,01(Mg1,37Zn0,65Cu0,01Mn0,13)Σ=2,16H0,66[AsO4]1,99·4H2O, was zu (Na,K)(Mg,Zn)2H[AsO4]2·4H2O idealisiert wurde. Neueren Angaben zufolge sind die Gehalte an Natrium, Kalium und Calcium wohl auf Verunreinigungen zurückzuführen, da sie in den dort angegebenen Formeln nicht mehr auftauchen. Für Chudobait wird eine vereinfachte Formel mit (Mg,Zn)5(AsO4)2(AsO3OH)2·10H2O angegeben, die Gehalte von 12,43 % ZnO, 15,82 % MgO, 50,13 % As2O5 und 21,62 % H2O erfordert.
Chudobait ist das Magnesium-/Zink-dominante Analogon zum mangandominierten Geigerit.

## Kristallstruktur
Chudobait kristallisiert im triklinen Kristallsystem in der Raumgruppe P1 (Raumgruppen-Nr. 2) mit den Gitterparametern a = 7,944 Å; b = 10,691 Å; c = 6,770 Å; α = 80,97°; β = 84,20° und γ = 81,85° sowie einer Formeleinheit pro Elementarzelle.
Die Kristallstruktur des Chudobaits baut sich parallel (010) (beste Spaltbarkeit!) aus Schichten auf mit vier (Mg,Zn)O6-Oktaedern, die untereinander über Kanten und mit den AsO4-Tetraedern über Ecken verbunden sind. Die Schichten werden durch ein fünftes (zentrosymmetrisches) (Mg,Zn)O6-Oktaeder und durch Kristallwassermoleküle zusammengehalten. Wie in allen Mineralen der Chudobait-Gruppe sind im Chudobait die M[6]-Oktaeder mit den AsO4- und AsO3OH-Tetraedern über gemeinsame Ecken verknüpft und bilden ein dreidimensionales Gerüst.

## Eigenschaften

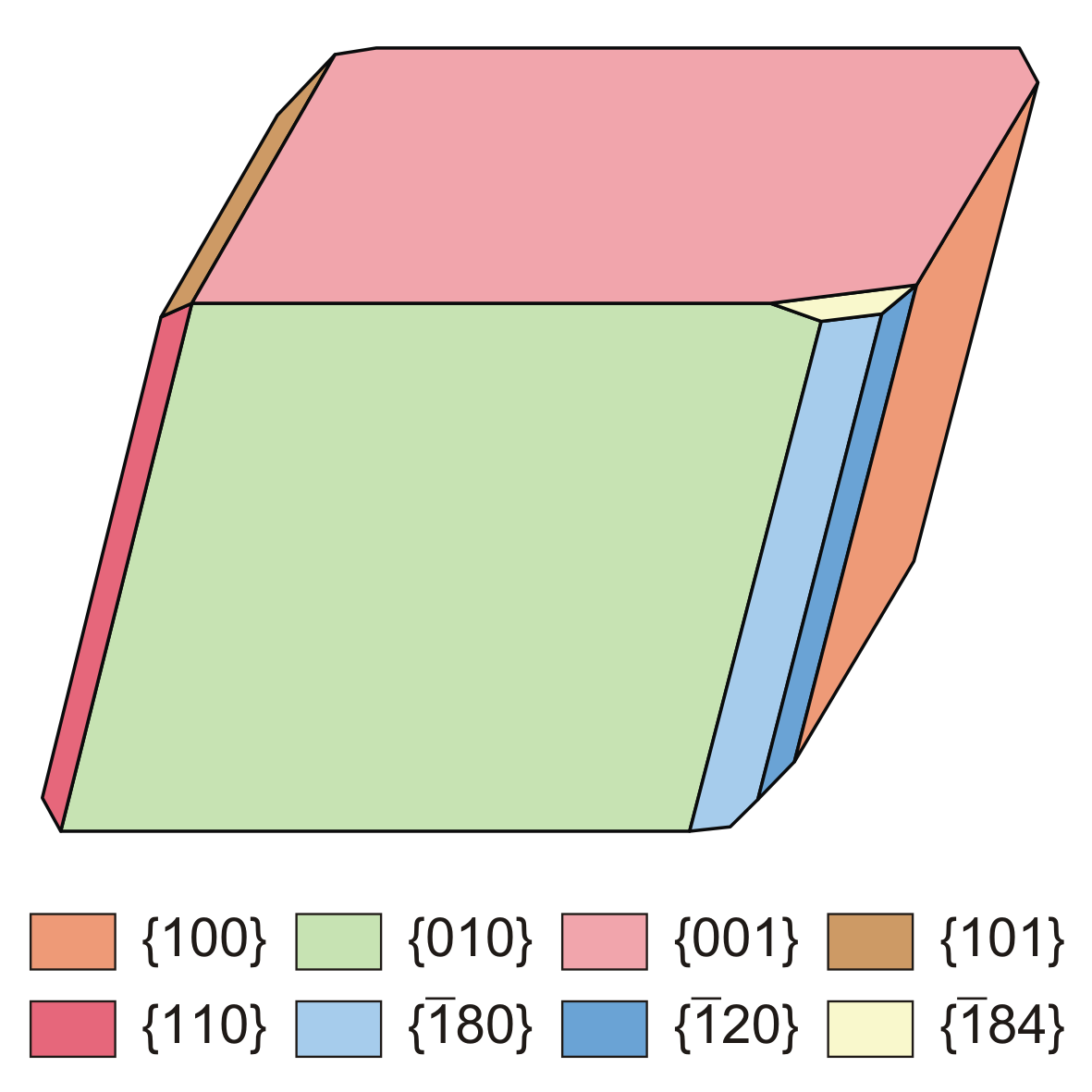
Zeichnung eines Chudobait-Kristalls aus der Tsumeb Mine

### Morphologie
Chudobait bildet isometrische, flächenreiche Kristalle bis zu 5 mm Größe, wobei die Pinakoide {100}, {010} und {001} die trachtbestimmenden Kristallformen sind. Kanten- und eckenabstumpfend treten {110}, {120}, {180}, {101}, {184} und wahrscheinlich auch {186} auf, letztere Kristallform allerdings mit stark verrundeten Kanten (vgl. dazu die nebenstehende Abbildung).

### Physikalische und chemische Eigenschaften
Die Kristalle des Chudobaits von Tsumeb sind rosa und zeigen eine ähnliche Farbe wie die Spodumen-Varietät Kunzit. Außerdem werden farblose bis weiße Kristalle beschrieben. Die Strichfarbe wird nicht angegeben, die Pulverfarbe der rosafarbenen Kristalle dürfte jedoch weiß mit schwachem Rosastich, die der weißen Kristalle ebenfalls weiß sein. Die Oberflächen der klar durchsichtigen Kristalle weisen einen „mittleren bis guten Glanz“ auf, der auch als Glasglanz beschrieben wird.
Das Mineral besitzt zwei verschiedene Spaltbarkeiten. Es spaltet sehr gut nach b {010} und gut nach a {100}. Mit einer Mohshärte von 2,5 bis 3 gehört Chudobait zu den mittelharten Mineralen, die sich etwas leichter als Referenzmineral Calcit mit einer Kupfermünze ritzen lassen. Die gemessene Dichte des Minerals beträgt 2,94 g/cm³, seine berechnete Dichte liegt bei 2,93 g/cm³. Bereits in der Originalpublikation wurde darauf verwiesen, dass Chudobait weder im lang- noch im kurzwelligen UV-Bereich fluoresziert und auch keine Pyroelektrizität oder Piezoelektrizität aufweist.

## Bildung und Fundorte
Als sehr seltene Mineralbildung konnte Chudobait bisher nur von wenigen Fundorten beschrieben werden. Bisher (Stand 2016) sind erst zwei Fundpunkte bekannt. Als Typlokalität gilt die weltberühmte Cu-Pb-Zn-Ag-Ge-Cd-Lagerstätte der „Tsumeb Mine“ (Tsumcorp Mine) in Tsumeb, Region Oshikoto, Namibia, wo Chudobait erstmals auf der 1000-m-Sohle gefunden worden ist. Er stellt die jüngste Bildung dar und fand sich auf- und eingewachsen in
gelbgrünem Konichalcit, blaugrünem Cuproadamin und dunkelolivgrünem, stark glänzendem Zinkolivenit, wobei alle Minerale makroskopisch idiomorph kristallisiert und nicht alteriert waren. Die Erzmatrix besteht aus derbem Chalkosin und Bornit.
Ein zweiter Chudobait-Fund gelang in der Tsumeb Mine erst Jahrzehnte später. Hier waren farblose, sehr flache Chudobait-Kristalle zu einem 2 × 2 cm großen Aggregat verwachsen, welches fast vollständig in Chalkosin saß.
Ein drittes Mal wurde Chudobait in Tsumeb 1993 im Zusammenhang mit dem auf der 44. Sohle gelungenen letzten großen Cuproadaminfund identifiziert. Hier wurden sowohl winzige farblose Kriställchen von ca. 1 mm Größe auf Ferrilotharmeyerit als auch weiße, skelettartige Kerne in Cuproadamin als Chudobait bestimmt.
Chudobait ist ein typisches Sekundärmineral und bildete sich in der zweiten (unteren) Oxidationszone der in Dolomitsteinen sitzenden hydrothermalen polymetallischen Erzlagerstätte Tsumeb aus den sulfidischen und arsenidischen Primärerzmineralen. Die Bildung erfolgte wohl aus schwach sauren wässerigen
Lösungen bei ca. 40 °C und bei ungefähr 1000 m Wasserdruck. Das Arsenat ist durch Oxidation arsenidischer Erze, wahrscheinlich Tennantit, entstanden, das Zink dürfte aus Sphalerit hervorgegangen sein, Magnesium, Calcium und vielleicht auch Mangan aus dem dolomitischen Nebengestein, Natrium und Kalium aus den Feldspäten des Pseudoaplites.
Neben der Tsumeb Mine ist Chudobait noch aus der Mina Torrecillas, der Typlokalität für sieben Minerale (Canutit, Chongit, Gajardoit, Juansilvait, Leverettit, Magnesiokoritnigit und Torrecillasit), im Bezirk Salar Grande in der Provinz El Tamarugal (ehemals Provinz Iquique), Región de Tarapacá, Chile, bekannt. Hier ist er ebenfalls ein sekundäres Alterationsmineral und wird von Magnesiokoritnigit, Anhydrit, Halit, Lavendulan, Quarz und Skorodit begleitet.

## Verwendung
Aufgrund seiner Seltenheit ist Chudobait nur für den Mineralsammler interessant.